# MTRNR2L5
MTRNR2L5 (англ. MT-RNR2-like 5) – білок, який кодується однойменним геном, розташованим у людей на 10-й хромосомі. Довжина поліпептидного ланцюга білка становить 24 амінокислот, а молекулярна маса — 2 666.
| MATPGFSCLL |  | LSTSEIDLPM |  | KRRV |

A: Аланін

C: Цистеїн

D: Аспарагінова кислота

E: Глутамінова кислота

F: Фенілаланін

G: Гліцин

I: Ізолейцин

K: Лізин

L: Лейцин

M: Метіонін

P: Пролін

R: Аргінін

S: Серин

T: Треонін

Локалізований у цитоплазмі.
Також секретований назовні.